# Morane-Saulnier MS.138
El Morane-Saulnier MS.138 fue un biplaza de entrenamiento desarrollado en Francia.

## Diseño e historia operacional
Desarrollado a partir del Morane-Saulnier M.S.35, biplaza de entrenamiento desarrollado y construido durante la Primera Guerra Mundial, el Morane-Saulnier MS.138 debía servir asimismo para reequipar las escuelas militares. El MS.138, biplaza con doble mando, efectuó su primer vuelo en 1927. Este avión llevaba como su predecesor un motor rotativo, y tenía el ala en parasol, que respecto al MS.35 estaba dotada de una ligera flecha regresiva. El fuselaje era más redondeado y los empenajes se habían modificado sensiblemente.
La mayor parte de los 178 aviones construidos fueron empleados por la Armée de l´ Air y permanecieron en servicio hasta 1935. Otros ejemplares fueron utilizados por la Armada francesa y por aeroclubes civiles. También Grecia, Dinamarca y Paraguay adquirieron una pequeña cantidad.

## Características

### Características generales
- Tripulación: 2
- Longitud: 6,84
- Envergadura: 10,90
- Altura: 3,60
- Peso vacío: 517 kg (1139,5 lb)
- Peso máximo al despegue: 775 kg (1708,1 lb)
- Planta motriz: 1× Motor rotativo Le Rhône 9C.
  - Potencia: 59 kW (79 HP; 80 CV)

### Rendimiento
- Velocidad máxima operativa (Vno): 138 km/h (86 MPH; 75 kt)
- Velocidad crucero (Vc): 112 km/h (70 MPH; 60 kt)
- Alcance: 3,5 horas
- Techo de vuelo: 4 m (13 ft)

## Operadores
- Francia
- Grecia
- Dinamarca
- Paraguay (un MS139 impulsado por un motor Clerget 130 hp)